# This Is Love (песня Деми)

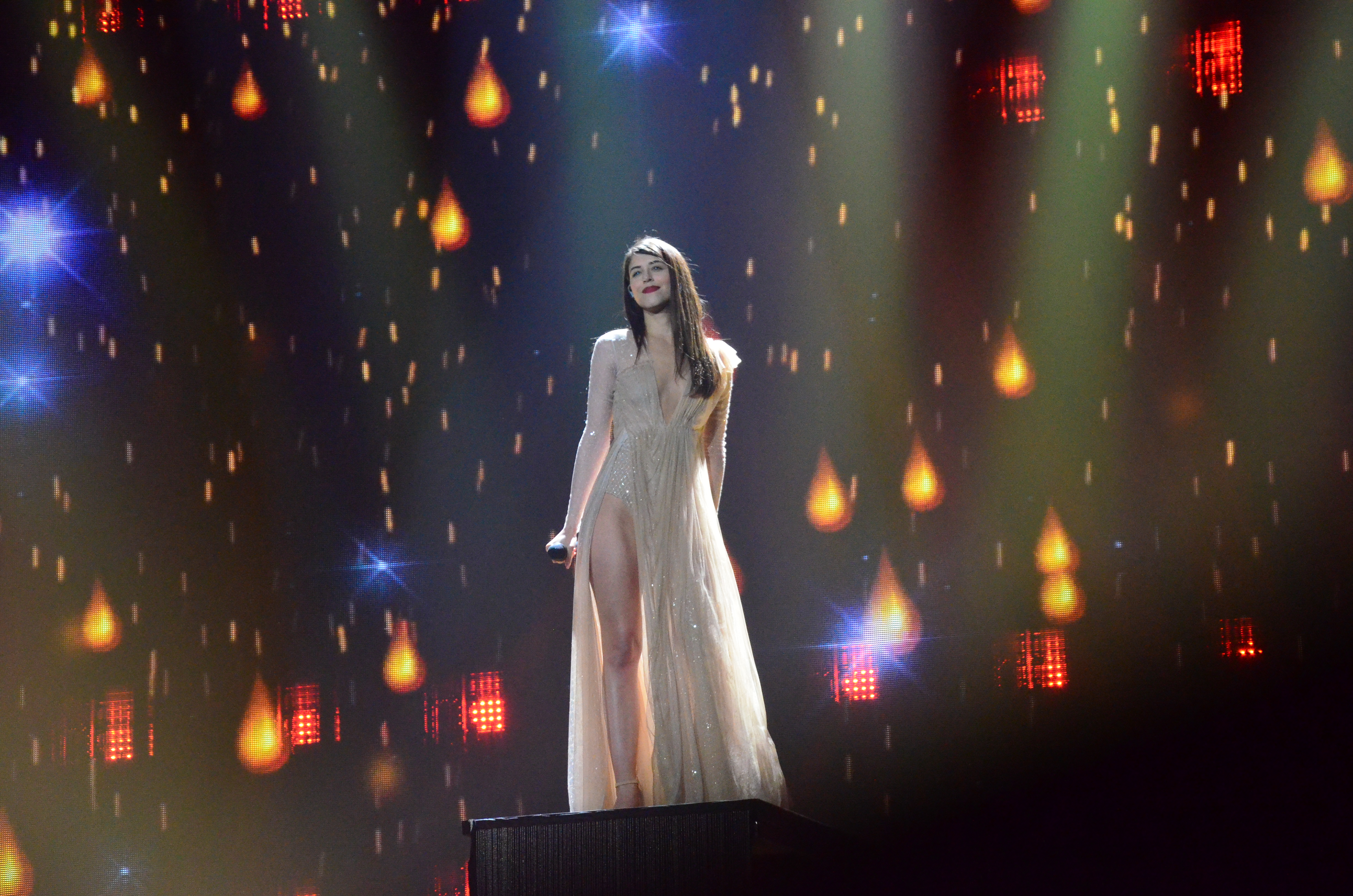
Demy на репетиции перед выступлением на "Евровидение-2017"

«This Is Love» (с англ. — «Это любовь») — песня греческой певицы Demy, представленная на конкурсе «Евровидение-2017» в Киеве.

## Евровидение
13 января 2017 года ERT объявила Demy как представителя Греции на конкурсе 2017 года в Киеве. Позднее в день объявления Demy как исполнителя на Eurovision, ERT показало, что Димитрис Контопулос (выбранный автор песен) напишет три песни для Demy, которые будут участвовать в национальном финале с видеороликами в начале марта 2017 года, где греческая публика выберет свою любимую песню. Голосование проводилось через телеголосование со стороны общественности. Три песни написаны на английском языке, и каждая из этих песен представлена в разных жанрах. Позже было объявлено, что в первый раз вместе с публикой песня будет выбрана жюри.
Через национальный финал, который состоялся 6 марта, выяснилось, что «This Is Love» представит страну в Киеве. Остальные две песни заняли второе и третье места соответственно. «This Is Love» выиграла национальный финал с 70 процентами от телеголосования и 89 % международных присяжных диаспоры. Песня получила право на финал, где он финишировал на 19-м месте.

## Композиция
| №  | Название       | Длительность |
| -- | -------------- | ------------ |
| 1. | «This Is Love» | 3:06         |